# Светлогорский проезд
Светлого́рский прое́зд (до 1964 года — Трудова́я у́лица, до 1960 года — Трудова́я у́лица города Тушино) — проезд, расположенный в Северо-Западном административном округе города Москвы на территории района Южное Тушино.

## История
Проезд находится на территории бывшего города Тушино, где он назывался Трудова́я у́лица. В 1960 году город Тушино вошёл в состав Москвы, а в 1964 году проезд получил современное название по городу Светлогорск Калининградской области в связи с расположением на северо-западе Москвы.

## Расположение
Светлогорский проезд, являясь продолжением Фабричного проезда, проходит от него на север до бульвара Яна Райниса и улицы Саломеи Нерис. От начала проезда на запад отходит Окружная улица, которая затем делает полукруг, поворачивая на север и на восток, и примыкает к Светлогорскому проезду. Между Светлогорским проездом, улицей Саломеи Нерис и МКАД расположен парк «Братцево». Восточнее проезда расположена Сходненская чаша. Нумерация домов начинается от Фабричного проезда.

## Примечательные здания и сооружения
По нечётной стороне:
- д. 3, д. 5, д. 7, д. 9 — многоэтажные дома на месте домов рабочего городка, построенного в 1920-х годах[источник не указан 5285 дней]
- д. 7, к. 1 — 4 корпус ГБОУ школы № 2097 (бывшая школа № 821)
- д. 13 — усадьба «Братцево» (в настоящее время — Дом отдыха Союза театральных деятелей и рабочий городок сотрудников Дома отдыха)[источник не указан 5285 дней]

По чётной стороне:
- не застроена, проходит по обрыву Сходненской чаши

## Транспорт

### Автобус
- 43: от Фабричного проезда до бульвара Яна Райниса, далее по бульвару Яна Райниса до станции метро Сходненской, далее по улицам Героев- Панфиловцев и Планерной до станции метро Планерной и обратно
- 88, 88к: от Фабричного проезда до бульвара Яна Райниса, далее через бульвар Яна Райниса, улицу Героев- Панфиловцев, Туристскую и улицу Вилиса Лациса до станции метро Планерной и обратно в направлении станции метро Тушинской через Волоколамское шоссе.
- 777: от Фабричного проезда до улицы Саломеи Нерис и обратно
- конечная автобусно-троллейбусная станция «Братцево»: у северного конца проезда, между бульваром Яна Райниса и Светлогорским проездом; является конечной для автобусов № 63, 173, 212

### Троллейбус
- конечная автобусно-троллейбусная станция «Братцево»: у северного конца проезда, между бульваром Яна Райниса и Светлогорским проездом; является конечной для троллейбусов № 70, 70к

### Трамвай
- трамвайное кольцо и конечная остановка «Братцево»: у северного конца проезда, между бульваром Яна Райниса и улицей Героев Панфиловцев; является конечной трамвайного маршрута № 6

### Метро
- Станция метро «Сходненская» Таганско-Краснопресненской линии — восточнее проезда, на бульваре Яна Райниса

### Железнодорожный транспорт
- Платформа «Трикотажная» Курского направления МЖД — южнее проезда, на Трикотажном проезде